# 반보존적 복제

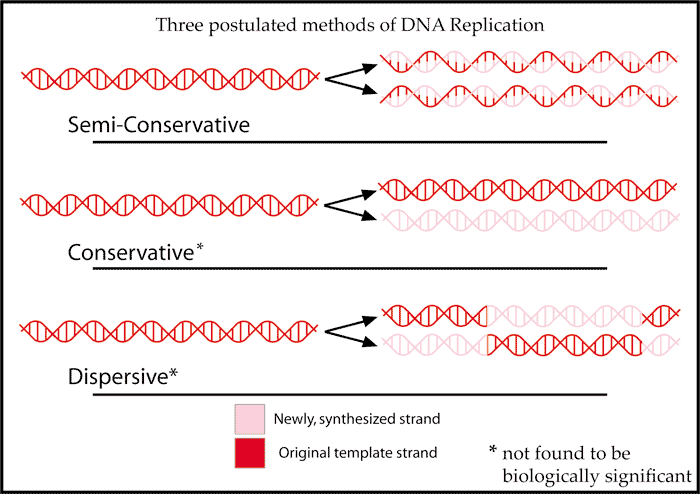
DNA 복제에 대한 3가지 가설

반보존적 복제(半保存的 複製, 영어: semiconservative replication)는 1953년 제임스 왓슨(J. D. Watson)과 프랜시스 크릭(F. H. C. Crick)에 의하여 제창된 DNA 복제 모델로 DNA의 두 가닥이 풀려서 각 가닥을 주형으로 상보적인 가닥이 합성되고, 복제 후의 DNA에서 한 가닥은 주형 가닥, 나머지 한 가닥은 새로 합성된 가닥을 형성하는 DNA 복제 방식을 말한다. 이외에도 DNA 복제에 대해 보존적 복제(conservative replication), 분산적 복제(dispersive replication) 가설이 제기되었으나, 1958년 메셀슨(Matthew Meselson)과 스탈(Franklin Stahl)에 의해 DNA의 복제가 반보존적 복제 방식으로 복제된다는 것이 실험적으로 증명되었다. 그들은 무거운 동위원소로 DNA를 표지하고 여러 세대를 거치면서 DNA의 변화를 CsCl 등밀도원심법(CsCl density gradient ultracentifugation)을 이용하여 추적분석하였다. 15NH4Cl을 유일한 질소원으로 가지고 있는 배양액에 여러 세대를 거친 대장균의 DNA와 대장균을 14NH4Cl이 과량 첨가된 배지로 옮겨 분열한 대장균의 DNA를 분리한 후 원심분리하여 시험관에서의 DNA 위치를 관찰하는 실험을 하였다. 0세대인 15NH4에서 배양한 대장균 DNA는 1.724g/ml(heavy DNA)의 위치에서 띠를 형성하였으며, 4세대의 대장균 DNA는 1.710g/ml(light DNA)의 위치를 나타내었다. 단 1세대의 대장균 DNA는 1.717g/ml의 단일 위치에서 띠를 형성하였으며, 이는 15N과 14N을 같은 양으로 포함하고있는 DNA를 의미하는 것이다. 그리고, 2세대를 거친 대장균 DNA는 1.717g/ml과 1.710g/ml의 밀도 위치에서 동일양의 띠를 나타내었다. 이러한 결과는 DNA 복제가 반보존적 복제 방식으로 복제된다는 것을 증명하는 것이다.

## 실험 과정

메셀슨과 스탈의 실험

자연계에 존재하는 질소는 흔히 15N와 14N이 약 0.7% 대 99.3%의 비율로 존재하는데 1mol 기준으로 15N이 14N보다 1g이 더 무겁다. 이 실험에서는 대장균을 15N가 들어 있는 배지에서 여러 세대 배양하여 15N가 포함된 DNA를 갖는 대장균을 얻는다.(이때 DNA 염기서열에는 15N이 포함되어 있다고 본다. 100% 15N이 아니더라도 무게의 차이만 확인하면 되므로 상관없다.) 이후에 15N에서 들어 있는 배지에서 배양한 대장균을 14N이 들어 있는 배지로 옮겨기르는 과정을 통해 DNA가 어떤 복제방식으로 복제되는지를 검증하는 실험이다.
1. 대장균을 15N가 들어 있는 배지에서 여러 세대 배양하여 15N가 포함된 DNA를 갖는 대장균 G0(G: Generation의 약자)를 얻는다.
2. G0의 대장균들을 14N가 들어 있는 배지로 옮겨서 배양한다. G0가 분열하여 G1을 만드는데 G1에서 새로 합성된 DNA 가닥은 14N를 포함하고 있을 것이다.(세포 내에도 아미노산이 남아있고 일부 DNA나 RNA를 분해해서 새 DNA를 만드는데 이용할지도 모르지만 앞서 말했듯 질량의 차이만 주면되고, 위의 반응이 일어난다고 할지라도 14N을 포함한 아미노산을 보다 많이 쓸 것이다.) 이때 대장균이 1회 분열하는 시간을 기준으로 하여 평균적으로 1회 분열하는데 걸리는 시간동안 배양한 후에 G1의 대장균에서 DNA를 추출하여 CaCl이 녹아있는 수용액에서 원심분리한다. 이때 CaCl은 원심분리되는 속도를 조절하고(회전속도는 40,000 Rpm) 자외선을 이용하여 DNA 층을 확인한다.
3. 원심분리한 튜브를 G1으로부터 취한 DNA의 원래가닥은 15N을 포함하고 새롭게 합성된 가닥은 14N을 포함할 것이다. 이때 보존적 복제모델에 의하면 원래 존재했던 DNA가닥과 나중에 합성된 DNA가닥의 질량이 서로 다르기 때문에 두 개의 층이 생겨야 한다. 하지만 실제 실험에서는 1개의 층이 생겼으므로 보존적 복제 가설은 기각됨을 알 수 있다.
4. G1을 계속 배양하여 두 번째 분열 후에 대장균(G2)에서 DNA를 추출하여 위의 실험 과정 2를 다시 수행한다. 이때 반보존적 복제 가설에 따르면 G0의 DNA 가닥을 포함한 DNA와 그렇지 않은 DNA로 나누어지고, 분산적 복제 가설이 맞다면 G0의 DNA 가닥은 골고루 혼합되어서 질량의 차이가 존재하지 않아 띠는 하나로 보여야 한다. 실험 결과에서 두 개의 띠가 관찰되었으므로 DNA의 복제는 반보존적으로 복제됨을 알 수 있다. 여기서 띠가 약간 연속적(그림처럼 선으로 보이지 않고 흐리게 보임)으로 보이는 것은 모든 대장균이 동시에 분열하지 않으며, 실험 과정 1에서 언급한 DNA나 RNA를 분해한 후 재조립하는 세포 내 과정이 존재하기 때문에 불연속적으로 보이지 않는 것이다.

## 같이 보기
- DNA 복제

## 참고 문헌
1. ↑  Watson, J. D., and Crick, F. H. C., 1953. Nature 171:737-738
2. ↑  Meselson, M., and Stahl, F. W., 1958. Proceedings of the National Academy of Sciences 44:671-682
3. ↑  Freifelder, D,1987. Molecular Biology, 2nd edition, p.224-228